# Steinbach am Attersee
Steinbach am Attersee is een gemeente in de Oostenrijkse deelstaat Opper-Oostenrijk, gelegen in het district Vöcklabruck. De gemeente heeft ongeveer 900 inwoners.

## Geografie
Steinbach am Attersee heeft een oppervlakte van 62 km². De gemeente ligt in het zuidwesten van de deelstaat Opper-Oostenrijk, aan de Attersee. Het ligt ten noordoosten van de deelstaat Salzburg en ten zuiden van de grens met Duitsland.

## Bijzonderheden
In Steinbach had Gustav Mahler in 1893 een zijn componeerhuisje. Hij werkte hier aan o.a. zijn tweede symfonie. De pianist Friedrich Gulda ligt in Steinbach am Attersee begraven.
- Gemeinsame Normdatei: 4527169-0
- Library of Congress Control Number: n89615813
- Nationale Bibliotheek van Israël: 987007562878905171
- Virtual International Authority File: 151396237
- WorldCat: E39PBJy8tCBcyrTrMBMY84KmVC